# Loxoconchidae
Loxoconchidae is een familie van kreeftachtigen uit de klasse van de Ostracoda (mosselkreeftjes).

## Taxonomie

### Onderfamilies
- Loxocaudinae Schornikov, 2011
- Loxoconchinae Sars, 1926

### Geslachten
- Alataconcha Whatley & Zhao (Yi-Chun), 1988
- Antarctiloxoconcha Hartmann, 1986
- Australoloxoconcha Hartmann, 1974
- Bonnyannella Athersuch, 1982
- Bytholoxoconcha Hartmann, 1974
- Camptocythere Triebel, 1950 †
- Cytheromorpha Hirschmann, 1909
- Elofsonia Wagner, 1957
- Gouiecythere Hu & Tao, 2008
- Heinia Bold, 1985
- Hirschmannia Elofson, 1941
- Kuiperiana Bassiouni, 1962 †
- Leptoconcha Huang, 1975 †
- Loxoconcha Sars, 1866
- Loxoconchella Triebel, 1954
- Loxoconchidea Bonaduce, Ciampo & Masoli, 1976
- Loxocorniculum Benson & Coleman, 1963
- Mandelstamia Ljubimova, 1955 †
- Miia Ishizaki, 1968
- Nannocythere Schaefer, 1953
- Nigeroloxoconcha Reyment, 1963 †
- Nipponocythere Ishizaki, 1971
- Palmoconcha Swain & Gilby, 1974
- Paracytheromorpha Maybury & Whatley, 1986
- Pseudoconcha Witte, 1993
- Pteroloxa Swain, 1963 †
- Roundstonia Neale, 1973
- Sagmatocythere Athersuch, 1976
- Touroconcha Ishizaki & Gunther, 1976
- Tuberoloxoconcha Hartmann, 1973